# Divizia 1 Blindată
La Divizia 1 Blindată fu la prima divisione corazzata dell'Esercito romeno nonché l'unica unità romena di questo tipo attiva nel periodo della seconda guerra mondiale. La divisione fu costituita nell'aprile 1941 a partire da preesistenti unità corazzate e operò sul fronte orientale della seconda guerra mondiale fino al settembre del 1944.
Creata con l'assistenza della Germania nazista, l'unità partecipò alla riconquista della Bessarabia (operazione München) nel luglio 1941 e ai pesanti scontri della battaglia di Odessa nell'agosto-ottobre seguente; sul finire del 1942 la divisione fu invece schierata nella Russia meridionale e prese posizione lungo il fiume Don a protezione delle unità tedesche impegnate nella battaglia di Stalingrado. Tra il 19 e il 25 novembre 1942 la divisione si ritrovò quindi pesantemente impegnata nella grande controffensiva sovietica sul fronte di Stalingrado (operazione Urano), uscendo semidistrutta dai combattimenti.
Ritirata in patria per essere ricostruita, la divisione fu nuovamente impegnata contro i sovietici nell'agosto 1944 durante gli eventi dell'offensiva Iași-Chișinău in Bessarabia, subendo ancora una volta pesanti perdite; dopo l'abbandono dell'alleanza con la Germania da parte della Romania il 23 agosto 1944, elementi della divisione combatterono contro gli ex alleati nella zona di Bucarest nonché in Transilvania. La divisione fu poi formalmente sciolta alla fine del settembre 1944 per effetto delle disposizioni dell'armistizio siglato tra Romania e Unione Sovietica.

## Storia

### La nascita

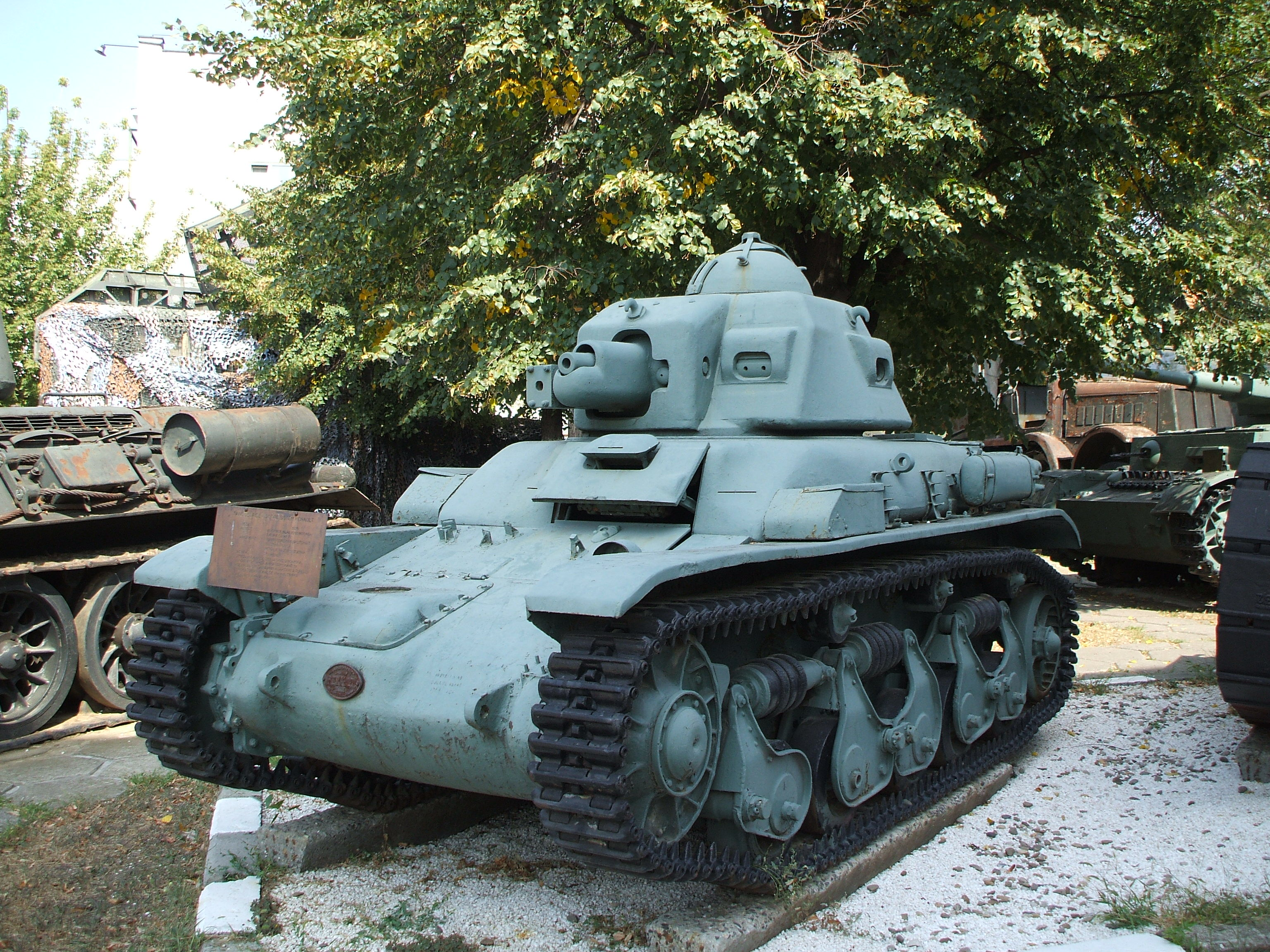
Un Renault R35 romeno in mostra al Museo militare nazionale di Bucarest

L'origine delle forze corazzate romene risale al 1919, quando il governo di Bucarest trattò con la Francia l'acquisto di non meno di 76 carri armati leggeri Renault FT (48 nella versione "maschio" armati di cannone da 37 mm, 28 nella versione "femmina" armati di mitragliatrice); i mezzi andarono quindi a formare un reggimento corazzato (Regimentul 1 „Care de Luptă”) ufficialmente costituito il 1º agosto 1919. Il reggimento rimase l'unica formazione corazzata romena per diversi anni, fino a che nel 1936 non fu avviato un massiccio piano di investimenti nel settore dei carri armati anche con lo scopo di arrivare alla costituzione di un'intera divisione corazzata; inizialmente in governo di Bucarest si rivolse alla Cecoslovacchia, acquistando da essa nell'agosto 1936 36 tankette AH-IV (R-1 nella designazione delle forze armate romene) con cui equipaggiare gli squadroni da ricognizione blindata delle brigate di cavalleria e non meno di 126 carri leggeri LT vz. 35 (R-2) con cui riequipaggiare il reggimento corazzato e sostituire gli obsoleti Renault FT.
Un ordine per altri carri LT vz. 35 con cui equipaggiare un secondo reggimento corazzato fu reso impossibile dagli eventi dell'occupazione tedesca della Cecoslovacchia, quindi nel dicembre 1937 il governo romeno trattò con la Francia l'acquisto di un lotto di carri leggeri Renault R35 da assemblarsi in stabilimenti della Romania: solo 41 dei 200 veicoli ordinati furono effettivamente assemblati prima che l'invasione tedesca della Francia ponesse fine alle consegne, anche se altri 34 R35 furono requisiti alle forze polacche rifugiatesi in Romania dopo la sconfitta nella campagna di Polonia del settembre 1939. Il 1º novembre 1939 fu quindi costituito il secondo reggimento corazzato romeno (Regimentul 2 „Care de Luptă”): il primo reggimento fu interamente equipaggiato con gli R-2, mentre il secondo ricevette gli R35.

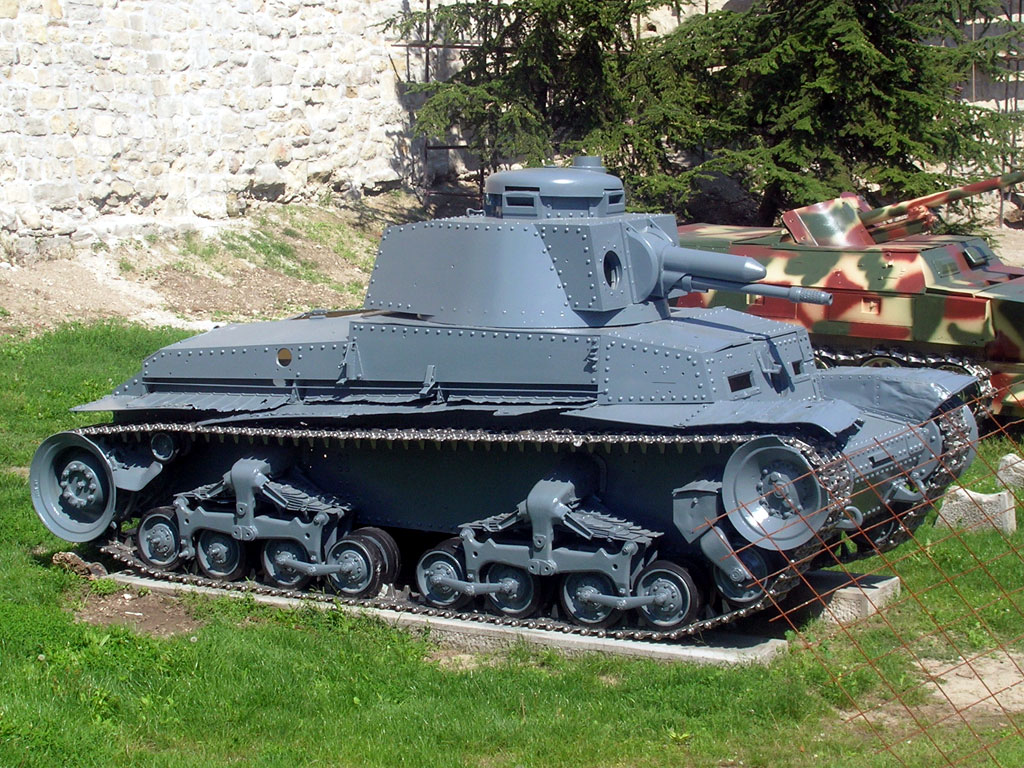
Un carro LT vz. 35 qui in mostra al Museo militare di Belgrado; il carro fu il cavallo di battaglia della divisione corazzata romena nella prima fase della sua esistenza

La Divizia 1 Blindată fu formalmente istituita il 17 aprile 1941, grazie all'assistenza degli istruttori militari della Germania nazista giunti nel paese dopo l'adesione della Romania al Patto tripartito il 23 novembre 1940. Inizialmente la divisione fu strutturata su una forza di quattro reggimenti: entrambi i reggimenti carri (ognuno composto da due battaglioni ciascuno su tre compagnie carri e una compagnia manutenzione) e due reggimenti di "cacciatori motorizzati" (Regimentul „Vânători Moto”); completavano l'organico un reggimento di artiglieria motorizzata, un gruppo da ricognizione motorizzato, un battaglione pionieri, una compagnia anticarro, un'antiaerea e una di comunicazioni, e unità di servizi vari. La divisione era addestrata alle tattiche tedesche di impiego in massa dei reparti blindati, ma ci si rese conto che le differenze di velocità e caratteristiche dei carri R-2 rispetto agli R35 rendevano difficoltoso un impiego unitario dei due reggimenti: si decise quindi di scorporare il Regimentul 2 dall'organico della divisione e di ristrutturarla su una forza di un reggimento carri e due reggimenti di fanteria motorizzata, secondo l'ordinamento delle Panzer-Division tedesche adottato nel medesimo periodo.

### Dalla Bessarabia a Stalingrado
L'avvio dell'invasione tedesca dell'Unione Sovietica il 22 giugno 1941 vide le forze romene schierate in massa lungo il fiume Prut con l'obiettivo di appoggiare l'offensiva dell'Heeresgruppe Süd tedesco in Ucraina e riconquistare la regione della Bessarabia, perduta dalla Romania a vantaggio dell'URSS nel giugno 1940. La Divizia 1 Blindată e il Regimentul 2 „Care de Luptă” autonomo furono entrambi aggregati in forza alla IV Armata romena schierata nel settore meridionale del fronte.
A partire dal 2 luglio 1941 le unità corazzate romene furono impegnate nell'operazione München, l'offensiva tedesco-romena in Bessarabia: le unità blindate romene appoggiarono efficacemente l'offensiva dell'Asse nella regione, contribuendo alla cattura di Chișinău il 16 luglio e di Tighina il 19 luglio. L'8 agosto la divisione e il reggimento autonomo corazzato furono impegnati nella battaglia di Odessa, protrattasi fino al 16 ottobre seguente quando la città cadde in mano ai romeni: lo scontro, sanguinosissimo, vide i carri romeni frazionati in piccoli gruppi per appoggiare la fanteria negli scontri strada per strada, un compito per il quale la loro leggera corazzatura non era adatta e che portò di conseguenza a pesanti perdite di uomini e veicoli. Le perdite totali della Divizia 1 Blindată dal giugno all'ottobre 1941 ammontarono a 1.261 uomini, 111 carri e 220 altri veicoli.
Conclusa l'operazione, le unità blindate romene furono ritirate dal fronte per essere riorganizzate. Visto che i carri R35 erano ormai obsoleti, il Regimentul 2 „Care de Luptă” fu ritirato dal servizio operativo al fronte e trasformato in un'unità d'addestramento per la formazione dei rimpiazzi per il Regimentul 1; le perdite tra i carri R-2 furono rimpiazzate dalla consegna da parte dei tedeschi di un egual numero di carri LT vz. 35 ex cechi (Panzer 35(t) nella designazione tedesca), e il reggimento operativo fu riportato alla sua piena forza.
Dopo l'avvio dell'operazione Blu nella Russia meridionale nel giugno 1942, la Divizia 1 Blindată fu riportata al fronte e assegnata alla III Armata romena, dislocata poi a partire da ottobre lungo il corso del fiume Don a nord-ovest di Stalingrado; la divisione fu integrata con due divisioni corazzate tedesche nel XXXXVIII Panzerkorps del generale Ferdinand Heim, principale riserva mobile dell'Asse nel settore. I carri R-2 erano ormai irrimediabilmente surclassati nel confronto con i principali carri sovietici del periodo (in particolare i T-34, quasi invulnerabili ai colpi del pezzo da 37 mm dei veicoli romeni), pertanto i tedeschi decisero di fornire alla Divizia 1 Blindată veicoli più avanzati: furono quindi consegnati 11 carri medi Panzer III versione N (T-3 per i romeni) e altrettanti carri medi Panzer IV versione G (T-4), oltre a dieci autoblindo Sd.Kfz. 222 (AB) per l'unità da ricognizione e cannoni 5 cm PaK 38 e 7,5 cm PaK 97/38 per il battaglione anticarro.
A partire dal 19 novembre 1942, la Divizia 1 Blindată fu impegnata negli eventi dell'operazione Urano, la grande offensiva sferrata dai reparti sovietici per intrappolare le armate tedesche impegnate nella sanguinosa battaglia di Stalingrado; all'epoca la divisione poteva contare su una forza di circa 13.000 uomini, 109 carri R-2, 11 T-3 e 11 T-4. Dopo che l'offensiva sovietica aveva portato a uno sfondamento del fronte della III Armata romena sul Don, la divisione fu inviata al contrattacco per tamponare la falla: perduti i collegamenti con le altre unità tedesche del XXXXVIII Panzerkorps, la divisione si ritrovò ad affrontare da sola le colonne meccanizzate nemiche venendo attaccata il 20 novembre tra Sredne Tsaritsinskij e Žirkovskij da due brigate del 26º Corpo corazzato sovietico; i romeni inflissero varie perdite al nemico, ma furono aggirati e chiusi in una sacca con altri reparti della III Armata per il 21 novembre. Tra il 22 e il 25 novembre la Divizia 1 Blindată affrontò ripetuti scontri con i reparti sovietici mentre tentava di rompere l'accerchiamento e fuggire verso ovest: dopo aver subito pesanti perdite, i resti della divisione si ricongiunsero infine alla 22. Panzer-Division tedesca e trovarono rifugio oltre il fiume Čir.

### La rifondazione e lo scioglimento

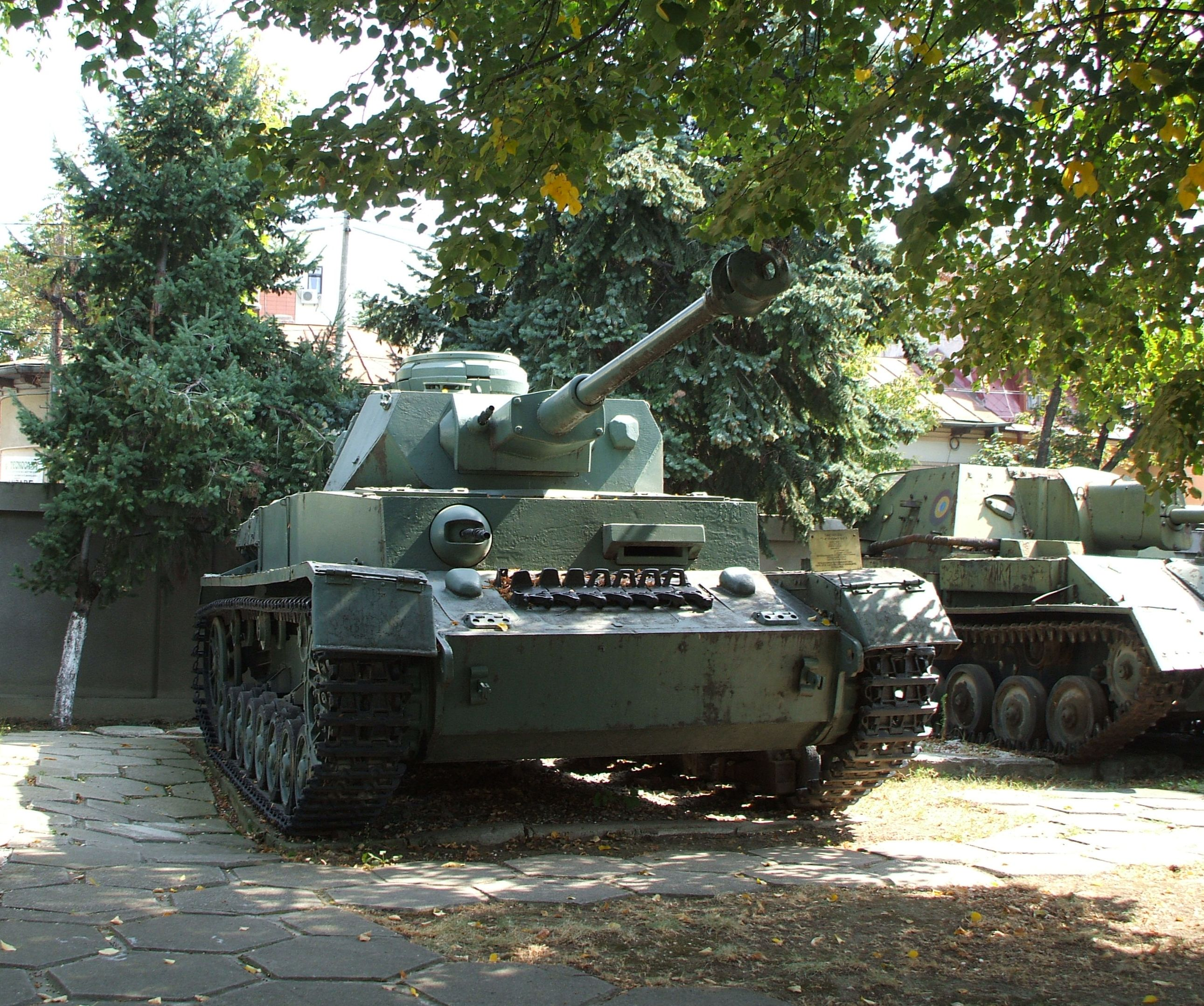
Un Panzer IV romeno in mostra al Museo militare di Bucarest

I combattimenti nella regione del Don avevano portato alla distruzione di numerosi reparti romeni, e la Divizia 1 Blindată non era in condizioni migliori: le perdite totali ammontavano a 6.300 uomini, 86 carri, 22 cannoni e 678 veicoli perduti. La divisione fu quindi ritirata dal fronte e inviata in Romania per essere ricostruita, venendo trasformata in un mero centro di addestramento senza reparti operativi assegnati.
La riorganizzazione dei reparti corazzati romeni fu intralciata non poco dalle pressanti esigenze belliche: i 50 carri Panzer 38(t) (T-38 per i romeni) ricevuti dalla Germania a rimpiazzo delle perdite furono organizzati nel marzo 1943 in un battaglione corazzato autonomo e subito spediti ad appoggiare le forze romene intrappolate nella testa di ponte del Kuban nella Russia meridionale; il reparto si ritirò poi con le forze dell'Asse in Crimea dove sostenne altri pesanti combattimenti prima di essere evacuato via nave, rientrando in Romania alla fine del 1943 con appena 10 carri operativi. Nel febbraio 1944, vista la minacciosa avanzata dei reparti sovietici verso i confini della Romania, fu costituita una seconda formazione corazzata improvvisata, denominata "Gruppo misto corazzato Cantemir" (Grupul mixt blindat "Cantemir"), con i pochi reparti della Divizia 1 Blindată pronti all'impiego: il gruppo aveva quattro compagnie di carri con due T-3, 30 T-4 e i pochi R-2 e R35 superstiti, una compagnia di cannoni d'assalto con dieci nuovi mezzi tedeschi StuG III (TA per i romeni), due batterie di 14 cacciacarri romeni TACAM T-60 (mezzo di produzione nazionale ottenuto dagli scafi dei carri leggeri sovietici T-60 catturati). Un secondo reparto, il "Distaccamento blindato rapido" (Detasamentul Blindat Rapid), fu costituito in marzo con altri reparti prelevanti dalla divisione: un battaglione di 16 carri T-4, una compagnia di 12 cannoni d'assalto TA, un battaglione di fanteria motorizzata, uno d'artiglieria e reparti di supporto. I due distaccamenti sostennero duri scontri contro i sovietici in Moldavia
.

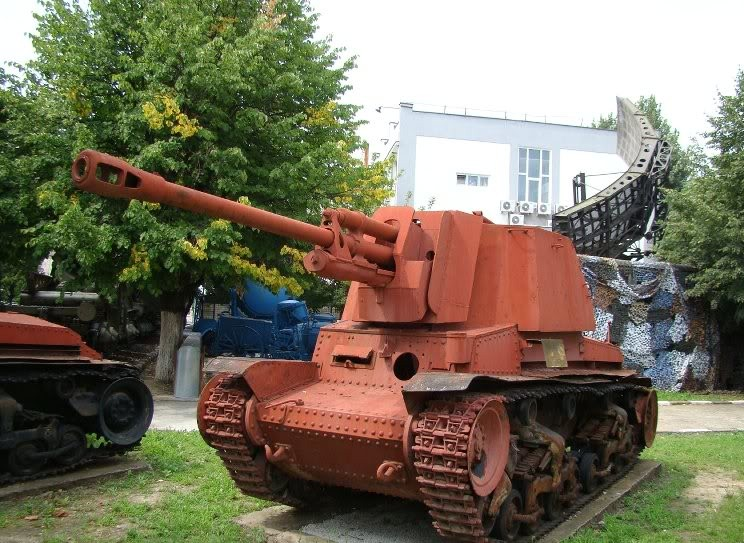
Un cacciacarri TACAM R-2 romeno al Museo di Bucarest

Il 28 aprile 1944 la divisione corazzata tornò operativa con il nuovo appellativo di Divizia România Mare ("Divisione Grande Romania"); l'organico si strutturava su un reggimento carri, due reggimenti di fanteria motorizzata, un reggimento artiglieria motorizzata e unità di supporto varie, mentre le dotazioni vedevano un totale di 48 carri T-4, 12 cannoni d'assalto TA, 10 cacciacarri T-60 e 12 autoblindo AB. Il 12 agosto la divisione fu gettata nella zona di Iași per contrastare la grande offensiva sovietica sferrata in Bessarabia: in schiacciante inferiorità numerica, la divisione subì forti perdite e dovette ritirarsi dietro il vecchio confine prebellico della Romania. Il 23 agosto 1944 un colpo di stato promosso dal re Michele I di Romania portò alla deposizione del dittatore romeno Ion Antonescu e all'avvio di negoziati per portare il paese fuori dal conflitto; mentre scontri armati tra tedeschi e romeni prendevano vita già il 24 agosto, un formale armistizio tra Romania e Unione Sovietica fu siglato il 12 settembre seguente e le forze romene furono schierate a fianco dei sovietici per appoggiare le loro offensive nei Balcani.
Buona parte della Divizia România Mare era caduta prigioniera dei sovietici durante la ritirata dalla Bessarabia, e un piccolo distaccamento blindato fu radunato dagli stessi sovietici per essere impiegato sotto il loro comando: il Detasamentul Blindat "Gheorghe Matei", forte di una compagnia corazzata con nove T-4, una compagnia di cannoni d'assalto con sette TA, un battaglione di fanteria motorizzata e una compagnia anticarro
fu aggregato al 24º Corpo della Guardia sovietico e combatté i tedeschi in Transilvania fino al 28 settembre, quando tornò sotto il controllo delle forze armate romene. Nel mentre, dalle unità del centro di addestramento meccanizzato di Târgoviște era stato costituito un secondo raggruppamento (Detasamentul Blindat "Gen. Niculescu") con un battaglione corazzato (10 T-4 e 10 TA), un battaglione cacciacarri (12 nuovi mezzi TACAM R-2 di produzione romena), un battaglione di fanteria motorizzata e una compagnia anticarro: l'unità si batté contro i tedeschi a Bucarest e Otopeni prima di prendere parte all'avanzata in Transilvania fino alla fine di settembre, quando fu ritirato dal fronte e sciolto. Un'altra piccola unità corazzata fu organizzata a Ploiești per affrontare la locale guarnigione tedesca, ma venne sciolta già alla fine di agosto.
In base ai protocolli di armistizio con l'Unione Sovietica, il comando della Divizia 1 Blindată venne formalmente sciolto alla fine del settembre 1944 e l'unità smobilitata. I superstiti corazzati romeni furono concentrati nel Regimentul 2 „Care de Luptă”, rimasto il solo reparto blindato operativo delle forze armate romene, il quale si batté agli ordini del 27º Corpo corazzato della Guardia sovietico in Ungheria, Cecoslovacchia e Austria fino alla conclusione della seconda guerra mondiale.

## Comandanti
- Brigadier generale Ioan Sion  (17 aprile 1941 - 10 gennaio 1942)
- Maggior generale Radu Gherghe (10 gennaio 1942 - 20 marzo 1943)
- Maggior generale Nicolae Stoenescu (21 marzo 1943 - 4 aprile 1944)
- Brigadier generale Radu Korne (5 aprile 1944 - 14 settembre 1944)[5]